# Salvador Alvarado
Pour les articles homonymes, voir Alvarado.
Salvador Alvarado Rubio (16 septembre 1880 - 10 juin 1924) était un militaire et homme d'État mexicain qui a participé à la Révolution mexicaine, général de l'armée Constitutionaliste sous les mandats de Venustiano Carranza. Il a été gouverneur du Yucatán de 1915 à 1917. Il y a une commune Salvador Alvarado dans l'état de Sinaloa, où il est né.

## Mort
Il rentre au Mexique afin de réactiver la rébellion. Il écrit dans une lettre à son épouse: "Mes engagements d'amitié et de politique me font lutter à nouveau avec ceux-là que j'ai convaincus d'aller à la Révolution et je dois être avec eux ; il est préférable que tu sois veuve d'un homme brave que l'épouse d'un lâche...". En mars 1924 il se charge du mouvement rebelle dans le sud-est du pays ; il échoue et se voit obligé de quitter le pays pour le Guatemala, où se trouve un petit groupe de partisans. Il a été trahi et embusqué le 10 juin 1924 dans le rancho “La Fourmilière” entre Tenosique, Tabasco, et Palenque, Chiapas, par Diego Zubiaur, qui avait participé à l'escorte d'Alvarado.